# 松田ちい
松田 ちい（まつだ ちい、1986年3月12日 - ）は、日本のタレント、グラビアアイドル。所属事務所はアバンギャルド→アヴィラだったが、現在は退所している。
山形県天童市出身。2006年『ミスマガジン』でベスト16まで残ったが、ファイナル進出はならなかった。

## 出演

### インターネット
- アバンギャルド道（あっ!とおどろく放送局）

### テレビ
- グラビアの美少女（MONDO21）
- ウキ→ビジュ（中京テレビ）
- デジ屋台（TBS)

### 映画
- 学校の階段（2007年4月28日公開、アンプラグド） - 監視員 千里 役

## DVD
- 小さな決心（2006年5月26日、竹書房）
- PUFF（2007年2月20日、ラインコミュニケーションズ）
- ちいカワ（2007年8月24日、フォーサイド・ドット・コム）
- CHEERS!（2007年10月26日、KADOKAWA MUSEレーベル）